# Inlandsgods
Inlandsgods AB war ein schwedisches Eisenbahnverkehrsunternehmen. Das Unternehmen hatte seinen Sitz in Östersund. Die Gesellschaft wurde 1994 gegründet, 1995 registriert und war vom 5. Februar 1996 bis 18. September 2003 aktiv.

## Geschichte
Die Gesellschaft nahm noch im gleichen Jahr den Betrieb auf. Inlandsgods AB bot Ganzzüge an, hauptsächlich für Rundholz und feste Brennstoffe. Die Züge verkehrten in Schweden zwischen den Knotenbahnhöfen Östersund, Sveg, Mora und Uppsala. Dazu hatte die Gesellschaft einen eigenen Lokpark.
Nach Aufnahme des Betriebs auf der Inlandsbahn folgte eine Betriebsruhe vom 16. Mai bis 29. August 2003. Danach meldete die Gesellschaft Insolvenz an und wurde von Härjelast AB aufgekauft.
Ab dem 11. September 2003 wurde die insolvente Gesellschaft von Nya Inlandsgods AB übernommen, die am 16. Januar 2004 mit diesem Namen im Register eingetragen wurde. Diese Gesellschaft bestand bis zum 30. August 2007 und ging ebenfalls in Konkurs. Die Auflösung der Nya Inlandsgods AB wurde am 14. April 2013 im Register eingetragen.